# Randy Stumpfhauser
Randy Stumpfhauser (né le 27 janvier 1977 à Fresno en Californie) est un pilote de BMX américain. Il a notamment été quatre fois champion du monde de BMX cruiser, de 2002 à 2005.

## Résultats dans les principales compétitions
|                       |                | 1996 | 1997 | 1998 | 1999 | 2000 | 2001 | 2002 | 2003 | 2004 | 2005 | 2006 | 2007 |
| Championnats du monde | BMX            | 2e   |      |      |      |      | 3e   | 2e   | 2e   |      |      | 2e   | 3e   |
| Championnats du monde | BMX cruiser    |      |      |      |      | 2e   | 3e   | 1er  | 1er  | 1er  | 1er  |      |      |
| Coupe du monde        | Coupe du monde |      |      |      |      |      |      |      | 8e   | 4e   | 2e   | 10e  |      |